# حمزة يونس (لاعب كرة قدم)
ولد حمزة بن يونس في 16 أبريل 1986 لعب سابقاً في النادي الأهلي القطري ومنتخب تونس لكرة القدم. انتقل حمزة بن يونس من الاتحاد المنستيري إلي النادي الرياضي الصفاقسي في أغسطس من عام 2006.و يلعب في مركز المهاجم ويمتاز بطول القامة وهو هداف من طراز فريد كما يملك قدرة فائقة علي المراوغة واختراق دفاعات المنافسين.

## روابط خارجية
- حمزة يونس على موقع قاعدة بيانات كرة القدم.إي يو (الإنجليزية)
- حمزة يونس على موقع ناشيونال فوتبول تيمز (الإنجليزية)
- حمزة يونس على موقع Soccerway.com (الإنجليزية)
- حمزة يونس على موقع كووورة
- حمزة يونس على موقع AS.com (الإسبانية)